# Trinh Phú
Trinh Phú là một xã thuộc huyện Kế Sách, tỉnh Sóc Trăng, Việt Nam.

## Địa lý
Xã Trinh Phú nằm ở phía tây bắc huyện Kế Sách, có vị trí địa lý:
- Phía đông giáp xã An Lạc Tây
- Phía tây giáp xã Ba Trinh
- Phía nam giáp các xã Kế An, Kế Thành và Thới An Hội
- Phía bắc giáp thị trấn An Lạc Thôn và xã Xuân Hòa.

Xã Trinh Phú có diện tích 26,55 km², dân số năm 2022 là 15.884 người, mật độ dân số đạt 598 người/km².

## Hành chính
Xã Trinh Phú được chia thành 7 ấp: 1, 2, 3, 8, 9, 10, 12.

## Lịch sử
Ngày 21 tháng 4 năm 1979, Hội đồng Chính phủ ban hành Quyết định số 174-CP về việc thành lập xã Trinh Phú trên cơ sở một phần của xã Ba Trinh.